# Reg E. Cathey
Reginald Eurias Cathey (Huntsville, 18 agosto 1958 – New York, 9 febbraio 2018) è stato un attore statunitense, noto principalmente per aver interpretato i ruoli di Martin Querns in Oz, Norman Wilson in The Wire e Freddy Hayes in House of Cards - Gli intrighi del potere.

## Biografia
Reg Cathey è nato ad Huntsville, Alabama, e si è diplomato alla J.O. Johnson High School. Ha trascorso la sua infanzia nella Germania Ovest. Muore il 9 febbraio 2018 all'età di 59 anni, di cancro ai polmoni.

## Carriera
Uno dei primi ruoli di Cathey fu nel programma televisivo per bambini Square One. Seguirono poi dei piccoli ruoli in serie televisive come Star Trek: The Next Generation e Homicide. Nel 1994 ha interpretato Freeze nel film The Mask e l'anno dopo è apparso nel film Tank Girl, dove ha impersonato Deetee. Sempre nello stesso anno è il dottor Santiago nel film Seven. Nella serie televisiva della HBO Oz ha interpretato il ruolo dell'ispettore Martin Querns. Nel 2000 è Al, il barbone ucciso da Patrick Bateman nel film American Psycho. Nel 2001 ha interpretato l'antagonista Dirty Dee nella commedia Pootie Tang. Dal 2006 al 2008 interpreta Norman Wilson nella quarta e nella quinta stagione della serie televisiva The Wire. Ha lavorato inoltre con David Simon, l'ideatore di The Wire per la creazione della miniserie, vincitrice di un Emmy Award, The Corner. È stato il narratore del documentario della National Geographic Aftermath: Population Zero.
Nel settembre 2009 interpreta il ruolo di Ellis Boyd "Red" Redding nella trasposizione teatrale del film Le ali della libertà nel Wyndham Theatre di Londra. Nel 2011 ha vestito i panni del manager di pugilato Barry K. Word nella serie Fuori dal ring.
Nel 2013, Cathey è stato chiamato da Netflix per interpretare Freddy Hayes, il proprietario del ristorante "Freddy's BBQ" e intimo amico del protagonista Frank Underwood (Kevin Spacey) nella celebre serie televisiva House of Cards - Gli intrighi del potere, ruolo che gli ha valso due candidature al Primetime Emmy Award al miglior attore guest star in una serie drammatica. Nello stesso anno ha interpretato il ruolo di Baron Samedi nella serie televisiva Grimm.
Nel 2015, Cathey ha interpretato il ruolo del dottor Franklin Storm, padre della Donna Invisibile e della Torcia Umana, nel cinecomic della Marvel Fantastic 4 - I Fantastici Quattro, diretto da Josh Trank. Nel 2016 e nel 2017 è il comandante Byron Giles nella serie televisiva horror Outcast. Nel 2018 è presente nel cast della seconda stagione della serie televisiva Luke Cage, dove interpreta il reverendo James Lucas, padre del protagonista.

## Filmografia

### Cinema
- L'allegra fattoria (Funny Farm), regia di George Roy Hill (1988)
- Dall'altro lato della strada (Crossing Delancey), regia di Joan Micklin Silver (1988)
- Lei, io e lui (Ich und er), regia di Doris Dörrie (1988)
- Con la morte non si scherza (Penn & Teller Get Killed), regia di Arthur Penn (1989)
- Nato il quattro luglio (Born on the Fourth of July), regia di Oliver Stone (1989)
- Delirio a Manhattan (Astonished), regia di Jeff Kahn (1990)
- Poliziotti a due zampe (Loose Cannons), regia di Bob Clark (1990)
- Scappiamo col malloppo (Quick Change), regia di Howard Franklin e Bill Murray (1990)
- Tutte le manie di Bob (What About Bob?), regia di Frank Oz (1991)
- Amnesia investigativa (Clean Slate), regia di Mick Jackson (1994)
- The Mask, regia di Chuck Russell (1994) – accreditato come Reginald E. Cathey
- Sotto il segno del pericolo (Clear and Present Danger), regia di Phillip Noyce (1994)
- Airheads - Una band da lanciare (Airheads), regia di Michael Lehmann (1994) – accreditato come Reginald E. Cathey
- Uno sporco affare (The Hard Truth), regia di Kristine Peterson (1994)
- Napoleon, solo voce nella versione inglese, regia di Mario Andreacchio (1995)
- Tank Girl, regia di Rachel Talalay (1995)
- Seven, regia di David Fincher (1995)
- Ill Gotten Gains, regia di Joel B. Marsden (1997)
- American Psycho, regia di Mary Harron (2000)
- Pootie Tang, regia di Louis C.K. (2001)
- Head of State, regia di Chris Rock (2003)
- A Good Night to Die, regia di Craig Singer (2003)
- S.W.A.T. - Squadra speciale anticrimine (S.W.A.T.), regia di Clark Johnson (2003) – accreditato come Reginald E. Cathey
- L'uomo senza sonno (The Machinist), regia di Brad Anderson (2004)
- Everyday People, regia di Jim McKay (2004)
- Men Without Jobs, regia di Mad Matthewz (2004)
- The Cookout, regia di Lance Rivera (2004)
- 508 Nelson, regia di Joshua B. Hamlin (2006)
- 20 Years After, regia di Jim Torres (2008)
- Patsy, regia di Anton Jarvis (2008)
- My Last Day Without You, regia di Stefan C. Schaefer (2012)
- La frode (Arbitrage), regia di Nicholas Jarecki (2012)
- The Normals, regia di Kevin Patrick Connors (2012)
- Sampling, regia di Zack Schamberg – cortometraggio (2012)
- Two Men in Town, regia di Rachid Bouchareb (2014)
- Alex in Venice, regia di Chris Messina (2014)
- St. Vincent, regia di Theodore Melfi (2014)
- Nasty Baby, regia di Sebastián Silva (2015)
- Sweet Kandy, regia di Nicholas Peate (2015)
- Fantastic 4 - I Fantastici Quattro (Fantastic Four), regia di Josh Trank (2015)
- Hands of Stone, regia di Jonathan Jakubowicz (2016) – non accreditato
- Flock of Four, regia di Gregory Caruso (2017)
- Tyrel, regia di Sebastián Silva (2018)

### Televisione
- A Doctor's Story, regia di Peter Levin – film TV (1984)
- Spenser (Spenser: For Hire) – serie TV, episodio 2x21 (1987)
- Square One TV – serie TV, 24 episodi (1987-1992)
- Occhi del testimone (Eyes of a Witness), regia di Peter R. Hunt – film TV (1991)
- Fool's Fire, regia di Julie Taymor – film TV (1992)
- Star Trek: The Next Generation – serie TV, episodio 6x13 (1993)
- Guerra al virus (And the Band Played On), regia di Roger Spottiswoode – film TV (1993)
- Roc – serie TV, episodio 3x18 (1994)
- Tyson, regia di Uli Edel – film TV (1995)
- E.R. - Medici in prima linea (ER) – serie TV, episodio 2x21 (1996)
- Arli$$ – serie TV, episodi 2x09-3x11-3x13 (1997-1998)
- Homicide (Homicide: Life on the Street) – serie TV, episodio 6x18 (1998)
- Homicide: The Movie (Homicide), regia di Jean de Segonzac – film TV (2000)
- The Corner – miniserie TV, 6 episodi (2000)
- Oz – serie TV, 8 episodi (2000-2003)
- Boycott, regia di Clark Johnson – film TV (2001)
- Law & Order: Criminal Intent – serie TV, episodio 2x03 (2002)
- Law & Order - I due volti della giustizia (Law & Order) – serie TV, episodio 14x11 (2004)
- The Jury – serie TV, episodio 1x03 (2004)
- Squadra emergenza (Third Watch) – serie TV, episodio 6x19 (2005)
- The Wire – serie TV, 23 episodi (2006-2008)
- Law & Order - Unità vittime speciali (Law & Order: Special Victims Unit) – serie TV, 5 episodi (2008-2013)
- Une aventure New-Yorkaise, regia di Olivier Lécot – film TV (2009)
- 30 Rock – serie TV, episodio 5x03 (2010)
- Fuori dal ring (Lights Out) – serie TV, 12 episodi (2011)
- Person of Interest – serie TV, episodio 1x15 (2012)
- House of Cards - Gli intrighi del potere (House of Cards) – serie TV, 15 episodi (2013-2016)
- Grimm – serie TV, episodi 2x21-2x22-3x01 (2013)
- Banshee Origins – miniserie TV, 3 episodi (2014)
- Banshee - La città del male (Banshee) – serie TV, episodi 2x09-2x10 (2014)
- The Divide – serie TV, 5 episodi (2014)
- The Good Wife – serie TV, episodio 6x20 (2015)
- Neon Joe, Werewolf Hunter – serie TV, episodi 1x04-1x05 (2015)
- The Blacklist – serie TV, episodio 3x16 (2016)
- Horace and Pete – serie web, episodi 1x08-1x10 (2016)
- Inside Amy Schumer – serie TV, episodi 4x01-4x04 (2016)
- Outcast – serie TV, 20 episodi (2016-2017)
- La vita immortale di Henrietta Lacks (The Immortal Life of Henrietta Lacks), regia di George C. Wolfe – film TV (2017)
- Elementary – serie TV, episodio 6x04 (2018)
- Luke Cage – serie TV, 8 episodi (2018)

## Doppiatori italiani
Nelle versioni in italiano delle opere in cui ha recitato, Reg E. Cathey è stato doppiato da:
- Stefano Mondini in Star Trek: The Next Generation, Seven, Banshee - La città del Male
- Alessandro Rossi in Tutte le manie di Bob, Outcast
- Ennio Coltorti in The Mask, Oz
- Paolo Buglioni in E.R. - Medici in prima linea, S.W.A.T. - Squadra speciale anticrimine
- Roberto Draghetti in L'uomo senza sonno, Law & Order - Unità vittime speciali
- Mario Bombardieri in House of Cards - Gli intrighi del potere, St. Vincent
- Massimo Pizzirani in Nato il quattro luglio
- Alberto Sette in Law & Order: Criminal Intent
- Luca Biagini in The Wire
- Marco Balzarotti in A Good Night to Die
- Gerolamo Alchieri in 30 Rock
- Massimo Corvo in La frode
- Gianluca Machelli in Person of Interest
- Alberto Angrisano in Fantastic 4 - I Fantastici Quattro
- Pietro Biondi in The Good Wife
- Bruno Alessandro in The Blacklist
- Toni Orlandi in Elementary
- Gianni Giuliano in Luke Cage